# Церква Успіння Пресвятої Діви Марії (Палашівка)
Церква Успіння Пресвятої Діви Марії в Палашівці — парафія і храм греко-католицької громади Товстенського деканату Бучацької єпархії Української греко-католицької церкви в селі Палашівка Чортківського району Тернопільської области.

## Історія церкви
Згідно з «Шематизмом Станиславівської єпархії УГКЦ за 1887 рік», парафія в Паушівці була заснована у 1746 році. Дерев'яна церква Успіння Пресвятої Діви Марії, закладена у 1830 році, згодом згоріла.
З 1946 по 1989 рік парафія належала до РПЦ, і церкву державна влада не закривала.
У 1990-х роках громада перейшла до ПЦУ (тоді УПЦ КП), і храм залишився за ними.
У 1996 році сформувалася греко-католицька громада, яка почала проводити богослужіння у приміщенні, переобладнаному на капличку.
Наразі парафія є дочірньою до матірної парафії села Буряківка.

## Парохи
- о. Микола Волинський,
- о. Олександр Маланюк,
- о. Іван Оконський,
- о. Нестор Велечковський,
- о. Степан Мінов,
- о. Володимир Ковбасюк (1957—1989),
- о. Іван Церковний (з 1996).